# Espienne
L'Espienne est une  rivière du Sud-Ouest de la France et un sous-affluent de la Save par l'Aussoue.

## Géographie
De 17,5 km de longueur, l'Espienne naît sur la commune de L'Isle-en-Dodon sous le nom de Ruisseau des Treuilles et elle se jette dans l'Aussoue sur la commune de Samatan.

## Départements et communes traversés
- Haute-Garonne : Saint-Frajou, Coueilles, Agassac, L'Isle-en-Dodon, Martisserre, Mirambeau
- Gers : Garravet, Montadet, Lombez, Puylausic, Samatan

## Principaux affluents
- le ruisseau des Treuilles 0,9 km
- le ruisseau du Sot 1,4 km
- ruisseau de Hountaut 1,3 km[2]